# Bořetice (hradiště)
Bořetice jsou pravěké a snad i raně středověké sídliště a hradiště u Bořetic v okrese Kolín. Nachází se na ostrožně nad jižním okrajem Ratboře v katastrálním území Bořetice u Kolína. Z původních staveb se částečně dochovalo opevnění. Lokalita je od roku 1987 chráněna jako kulturní památka.

## Historie
Lokalita byla osídlena už v eneolitu, kdy se na ní nacházelo výšinné sídliště. Hradiště bylo postaveno během doby halštatské a později snad také během doby hradištní v raném středověku.

## Stavební podoba
Ostrožnu obtéká na východní straně Vysocký potok a na západní straně bezejmenný potok. Oba se vlévají do Polepky, která teče pod severním svahem. Přestože jsou svahy ostrožny, s výjimkou jižní strany, strmé, chránilo opevnění pravděpodobně celý obvod hradiště a vymezovalo plochu o rozloze asi 4,5 hektaru. Velká část valů byla rozvezena už na konci devatenáctého století, kdy hradiště navštívil Josef Ladislav Píč, který na něm pozoroval příčný val dlouhý 190 metrů a fragmenty valu a příkopu na východní straně. Nejlépe se dochoval příčný val na jižní straně, který je pozůstatkem hradby s čelní zdí z nasucho kladených kamenů. Na vnitřní straně hradbu tvořila dřevěná armatura vyplněná vrstvami drobných kamenů. Na jejích pozůstatcích byly pozorovány stopy požáru, který vedl až k natavení a spečení některých kamenů.